# Alan Cumming
Alan Cumming (ur. 27 stycznia 1965 w Aberfeldy) – szkocko-amerykański aktor, reżyser i scenarzysta, okazjonalnie pisarz, kompozytor.

## Życiorys

### Wczesne lata
Urodził się w Aberfeldy w hrabstwie Perth and Kinross w Szkocji jako syn sekretarki firmy ubezpieczeniowej Mary (z domu Darling) i leśnika Zamku Blair Alexa Cumminga. Wychowywał się z bratem Tomem. Uczęszczał do Monikie Primary School i Carnoustie High School. W 1985 ukończył studia w Royal Scottish Academy of Music and Drama.

### Kariera
W 1985 zadebiutował na scenie Tron Theatre w Glasgow jako Malkolm w tragedii szekspirowskiej Makbet. Grał też w spektaklu Dario Fo Trąbki i truskawki w Borderline Theatre Company na Edinburgh Festival Theatre, a także jako Victoria w pantomimie Śpiąca królewna w Tron Theatre (1986), Cliff w musicalu Christophera Isherwooda Kabaret w Brunton Theatre (1987), Silvius w Jak wam się podoba na Royal Shakespeare Company, Royal Shakespeare Theatre, Stratford-upon-Avon, England, Barbican Centre Theatre w Londynie (1989) czy w tytułowej roli w przedstawieniu Hamlet w Donmar Warehouse Theatre (1993), a także widowisku Bertolta Brechta-Kurta Weilla Opera za trzy grosze z Cyndi Lauper. Za rolę Mistrza ceremonii w musicalu Kabaret w 1998 odebrał Tony Award.
Po gościnnym udziale w serialach – Travelling Man (1982), Taggart (1986) czy Jaś Fasola (Mr. Bean, 1993) jako Roddy oraz operze mydlanej Take the High Road (1986) jako Jim Hunter, wystąpił w roli Alexandra Novaka w dramacie Prague (1992) u boku Sandrine Bonnaire i Bruno Ganza. W ekranizacji powieści Maeve Binchy W kręgu przyjaciół (Circle of Friends, 1995) zagrał Seana Walsha, niepożądanego konkurenta Bernadette „Benny” Hogan (Minnie Driver). W siedemnastym filmie o przygodach agenta królowej brytyjskiej Jamesa Bonda GoldenEye (1995) wcielił się w czarny charakter Borysa Iwanowicza Griszenka. W komedii Romy i Michele na zjeździe absolwentów (Romy and Michele’s High School Reunion, 1997) z Lisą Kudrow i Mirą Sorvino pojawił się jako Sandy Frink. Reżyserował z Jennifer Jason Leigh i wystąpił w komediodramacie Party na słodko (The Anniversary Party, 2001) jako pisarz Joe Therrian.
Ma swoją własną wodę kolońską Cumming. W 1998 magazyn „Entertainment Weekly” wybrał go jednym z najbardziej twórczych ludzi na świecie. Dwa lata później został sklasyfikowany na osiemnastym miejscu na liście 50. najlepszych kawalerów do wzięcia w Szkocji. W 2001 został uhonorowany nagrodą NY Immigrant Achievement i był nominowany do tytułu Człowieka Roku magazynu „GQ”. Rok później została opublikowana jego pierwsza powieść Tommy’s Tale. Za swoją pracę w Cabaret znalazł się w Sali Sław „Vanity Fair”.
W 2002 na Off-Broadwayu zaadaptował sztukę Jeana Geneta Ona, gdzie zagrał papieża. W 2008 wystąpił w roli Trigorina w produkcji off-broadwayowskiej Mewa Antona Czechowa z Annette O’Toole i Dianne Wiest. W 2009 nagrał album I Bought a Blue Car Today.
Za rolę konsultanta politycznego i menedżera ds. sytuacji kryzysowych Eliego Golda w serialu CBS Żona idealna (2010–2011) był trzykrotnie nominowany do nagrody Emmy dla najlepszego aktora drugoplanowego w serialu dramatycznym i dwukrotnie do Złotego Globu dla najlepszego aktora drugoplanowego w serialu, miniserialu lub filmie telewizyjnym. W 2016 wydał płytę Alan Cumming Sings Sappy Songs: Live at the Cafe Carlyle.

## Życie prywatne
W latach 1985–1993 był żonaty z aktorką Hilary Lyon. Od 2004 związał się z ilustratorem Grantem Shafferem, z którym 7 stycznia 2007 zawarł formalny związek partnerski.
Cumming otwarcie przyznaje się do swojej orientacji biseksualnej. Działa w organizacjach LGBT: GLAAD i HRC.

## Filmografia
reżyser
- 2001 – Party na słodko (Anniversary the party)
- 1996 – Spal swój telefon (Burn Your Phone)
- 1994 – Butter

scenarzysta
- 2001 – Party na słodko (Anniversary the Party)
- 1994–1995 – The High Life
- 1994 – Butter

aktor
- 2011–2013 – Web Therapy (serial TV)
- 2010 – Burleska
- 2009–2016 – Żona Idealna
- 2008–2013 – Web Therapy (serial internetowy)
- 2008 – Cat Tale
- 2007 – Living Neon Dreams
- 2006 – Gray Matters
- 2006 – Po rozum do mrówek
- 2006 – Coming Out
- 2005 – Nigdylandia
- 2005 – Sweet Land
- 2005 – Ripley Under Ground
- 2005 – Marihuanowe szaleństwo
- 2005 – Dziedzic Maski
- 2004 – Out on the Edge
- 2004 – Shoebox Zoo
- 2004 – Dziewczyna na pożegnanie
- 2004 – Eighteen
- 2004 – Upiór w operze
- 2004 – Garfield
- 2003 – Pits
- 2003 – X-Men 2
- 2003 – Mali agenci 3D: Trójwymiarowy odjazd
- 2002 – Zero Effect
- 2002 – Nicholas Nickleby
- 2002 – Mali agenci 2: Wyspa marzeń
- 2001 – Investigating Sex
- 2001 – Backstage Pass
- 2001 – Party na słodko
- 2001 – Josie i kociaki
- 2001 – Mali agenci
- 2000 – Urbania
- 2000 – God, the Devil and Bob
- 2000 – Dorwać Cartera
- 2000 – Flintstonowie: Niech żyje Rock Vegas!
- 2000 – Człowiek firmy
- 1999 – Annie
- 1999 – Tytus Andronikus
- 1999 – Oczy szeroko zamknięte
- 1999 – Plunkett i Macleane
- 1997 – Bathtime
- 1997 – For My Baby
- 1997 – Spice World
- 1997 – Kumpel (Buddy)
- 1997 – Romy i Michele na zjeździe absolwentów
- 1996 – Emma
- 1996 – Spal swój telefon
- 1995 – W kręgu przyjaciół
- 1995 – GoldenEye
- 1994 – Butter
- 1994 – Dwóch ojców
- 1994–1995 – The High Life
- 1994 – That Sunday
- 1994 – Czarny książę
- 1994 – Czarne wrota
- 1993 – Cabaret
- 1993 – The Airzone Solution
- 1993 – Micky Love
- 1992 – Praque
- 1991 – The Last Romantics
- 1991 – Bernard and the Genie
- 1989 – Conquest of the South Pole
- 1987 – Shadow of the Stone
- 1983 – Accidental Death of an Anarchist, The
- 1980-2003 – Take the High Road

producent
- 2005 – Sweet Land

we własnej osobie
- 2006 – Homoseksualna X muza

## Nagrody i nominacje
| Rok  | Nagroda                                                         | Kategoria                                         | Tytuł                         |
| ---- | --------------------------------------------------------------- | ------------------------------------------------- | ----------------------------- |
| 1991 | Laurence Olivier Award                                          | Występ komediowy roku                             | Przypadkowa śmierć anarchisty |
| 1992 | British Comedy Awards                                           | Najlepszy nowicjusz telewizyjny                   | Bernard i Dżin (1991)         |
| 1994 | Nagroda Stowarzyszenia Zarządzania Teatrem                      | Najlepszy aktor                                   | Hamlet                        |
| 1998 | Tony Award                                                      | Najlepszy występ głównego aktora w musicalu       | Cabaret                       |
| 2002 | Prism Award                                                     | –                                                 | Party na słodko (2001)        |
| 2003 | Nagroda Krajowej Rady Rewizyjnej                                | Najlepsza obsada w filmie                         | Nicholas Nickleby (2002)      |
| 2005 | Złota Malina                                                    | Najgorszy aktor drugoplanowy                      | Dziedzic maski (2005)         |
| 2005 | Medal za służbę humanitarną (HSM)                               | –                                                 | –                             |
| 2006 | Drama League                                                    | Nagroda honorowa                                  | Opera za trzy grosze          |
| 2006 | Kampania na rzecz praw człowieka                                | Nagroda Równości Elizabeth Birch                  | –                             |
| 2006 | Nagroda LIGALY (Long Island Gay and Lesbian Youth)              | –                                                 | –                             |
| 2007 | Independent Spirit Awards                                       | Najlepszy pierwszy film fabularny                 | Miejsce zwane domem (2005)    |
| 2007 | Fire!! Mostra Internacional de Cinema Gai i Lesbià de Barcelona | Nagroda w hołdzie                                 | Zemsta nieboszczyka (2007)    |
| 2007 | Międzynarodowy Festiwal Filmowy Provincetown                    | Nagroda za doskonałość aktorską                   | Zemsta nieboszczyka (2007)    |
| 2007 | shOUT Film Festival                                             | Nagroda Beacon                                    | Zemsta nieboszczyka (2007)    |
| 2007 | Nagroda Herolda Archanioła                                      | –                                                 | The Bacchae (2002)            |
| 2011 | Fleshbot Awards                                                 | Najseksowniejsza moda.                            | –                             |
| 2012 | Nagroda AudioFile                                               | Najlepszy głos roku                               | Makbet                        |
| 2012 | Nagroda AudioFile                                               | Nagroda słuchawkowa                               | Makbet                        |
| 2012 | Matthew Shepard Foundation                                      | Nagroda robiąca różnicę                           | –                             |
| 2012 | Nagroda Live Out Loud                                           | Nagroda Gwiazda                                   | –                             |
| 2012 | Outfest                                                         | Nagroda dla najlepszego aktora                    | Lada dzień (2012)             |
| 2012 | Festiwal Filmowy w Key West                                     | Nagroda Złotego Klucza                            | Lada dzień (2012)             |
| 2012 | Napa Valley Film Festival                                       | Ulubiony aktor                                    | Lada dzień (2012)             |
| 2012 | Międzynarodowy Festiwal Filmowy w Seattle                       | Nagroda dla najlepszego aktora                    | Lada dzień (2012)             |
| 2012 | Wybór odbiorców na Broadway.com                                 | Ulubiony aktor w sztuce                           | Makbet                        |
| 2012 | Dom Baileya                                                     | Nagroda za sztukę i dziedzictwo                   | –                             |
| 2017 | Nagroda Emmy w Nowym Jorku                                      | Najlepszy program stylu życia (program specjalny) | 1st Look: Scotland            |